# غرير (صعدة)
غرير هي إحدى قرى الجمهورية اليمنية. تتبع جغرافيا لمحافظة صعدة و إداريًا لمديرية كتاف والبقع. يبلغ تعداد سكانها 3655 نسمة حسب الإحصاء الذي جرى عام 2004.